# Faut pas rire du bonheur
Pour plus de détails, voir Fiche technique et Distribution.
Faut pas rire du bonheur est un film français réalisé par Guillaume Nicloux et sorti en 1994.

## Synopsis
Dans un bar le soir de Noël, les rencontres entre Michel, qui vient de perdre sa femme, et d'autres personnages en errance.

## Fiche technique
- Réalisation : Guillaume Nicloux
- Scénario : Guillaume Nicloux
- Producteur délégué : Hugues Desmichelle
- Musique : Marcel Kanche
- Montage : Brigitte Bénard
- Image : Raoul Coutard
- Son : Erik Ménard
- Sociétés de production : Productions Desmichelle, Productions 7, T.S.F. Productions, Ingrid Productions, CNC
- Distribution : Productions Desmichelle
- Pays d'origine :  France
- Durée : 85 minutes
- Dates de sortie :
  - Allemagne : 15 octobre 1994 (Festival international du film de Mannheim-Heidelberg)
  - France : 20 décembre 1995

## Distribution
- Bernard-Pierre Donnadieu : Michel
- Philippe Nahon : André
- Laura Morante : Nadine
- Roland Amstutz
- Jean-Claude Bouillon
- Michel Caccia
- Bonnafet Tarbouriech
- Maryline Even
- Jean Grécault
- Nicolas Jouhet
- Hugues Desmichelle : un client
- Jacques Gallo
- Yveline Hamon
- Noëlle Leiris

## Accueil
Le film est sélectionné à la Quinzaine des réalisateurs en 1994.
Pour le cinéaste Gaspard Noé, concernant ce film, "Nicloux maîtrise parfaitement son espace, et son cinéma ne revendique aucune paternité ni même fraternité, ce qui lui permet ainsi d'aborder de front la réalité qui l'entoure, à travers une vision concise et clinique d'une certaine existence petite bourgeoise."